# Hjälmseryds församling
Hjälmseryds församling var en församling inom Njudungs kontrakt i Växjö stift inom Svenska kyrkan och låg i Sävsjö kommun. Församlingen ingick i Sävsjö pastorat. Församlingen uppgick 2019 i Stockaryds församling.
Församlingskyrka är Hjälmseryds kyrka.

## Administrativ historik
Församlingen har medeltida ursprung.
Församlingen var till 1962 moderförsamling i pastoratet Hjälmseryd och Stockaryd, för att från 1962 till 1992 utgöra ett eget pastorat. Från 1992 var den annexförsamling i pastoratet Stockaryd, Hultsjö och Hjälmseryd. Från 2006 var församlingen annexförsamling i pastoratet Sävsjö, Vrigstad-Hylletofta, Stockaryd, Hultsjö och Hjälmseryd, där också Skepperstads och Hjärtlanda församlingar ingick innan de 2010 uppgick i Sävsjö.
Församlingen uppgick 2019 i Stockaryds församling.

## Kyrkoherdar
| 1343–1358 | Haquin Thordasson        |           |                                           |  |
| 1371      | Lars                     |           |                                           |  |
| 1393      | Petrus                   |           |                                           |  |
| 1406–1421 | Andreas Svensson Korp    |           |                                           |  |
| 1524–1542 | Sveno Laurentii          |           |                                           |  |
| 1559–1560 | Per                      |           |                                           |  |
| 1560      | Sven                     |           |                                           |  |
| 1563–1575 | Hans Tomasson            |           |                                           |  |
| 1576–1608 | Laurentius Nicolai       |           |                                           |  |
| 1609–1655 | Michael Laurentii        |           |                                           |  |
| 1655–1699 | Troëlius Olai Choraeus   |           | 1613–1699                                 |  |
| 1688–1712 | Gustaf Hielmberg         | –1712     |                                           |  |
| 1712–1743 | Petrus Wettermann        | 1669–     | Kontraktsprost.                           |  |
| 1743–1751 | Carl Kallström           | 1691–1751 |                                           |  |
| 1753–1761 | Johan Hielmerus          | 1703–1761 |                                           |  |
| 1762–1787 | Gabriel Ödmann           | 1706–1787 | Kontraktsprost.                           |  |
| 1788–1795 | Joseph Aspelin           | 1755–1795 |                                           |  |
| 1797–1811 | Gudmund Undstedt         | 1737–1811 |                                           |  |
| 1812–1839 | Sven Niclas Hjelmgren    | 1768–1839 |                                           |  |
| 1840–1859 | Anders Hjelmquist        | 1783–1859 |                                           |  |
| 1859–1889 | Johan Lorentz Leander    | 1801–     |                                           |  |
| 1890–1897 | Elof Mauritz Bursell     |           | Senare kyrkoherde i Fröderyds församling. |  |
| 1897–1911 | August Johan Sjögren     | 1842–1911 |                                           |  |
| 1912–1932 | Carl Nicolaus Nicklasson | 1865–     |                                           |  |

## Organister och klockare
| Verksam   | Namn             | Levnadstid | Övrigt                |
| --------- | ---------------- | ---------- | --------------------- |
| 1745      | Måns             |            | Klockare              |
| 1762-1810 | Simon Brodin     | 1738-      | Klockare och organist |
| 1814-1850 | Anders Rydstrand | 1782-      | Klockare och organist |